# Sufocant (serial)
Sufocant (în spaniolă Respira) este un serial de televiziune spaniol, dramatic, cu medici. Este creat de Carlos Montero⁠(d). În rolurile principale au interpretat actorii Najwa Nimri⁠(d), Aitana Sánchez-Gijón⁠(d), Blanca Suárez⁠(d), Manu Ríos⁠(d) și Borja Luna. A fost disponibil online în streaming pe Netflix începând cu 30 august 2024.
Serialul a fost anunțat din iulie 2023. Filmările principale au început în august 2023 și s-a încheiat în februarie 2024. Serialul a fost reînnoit la 19 iunie 2024, când Netflix a anunțat că va fi produs și un al doilea sezon.

## Premisă
Serialul are loc în și în jurul spitalului public Joaquín Sorolla din Valencia, Spania.

## Distribuție
- Najwa Nimri⁠(d) – Patricia Segura, președinte Generalitati Valenciane care este diagnosticată cu cancer.[7]
- Aitana Sánchez-Gijón⁠(d) – Pilar Amaro, medic asistent și șef de chirurgie. Notabil pentru că are un caracter serios și amar.[7]
- Blanca Suárez⁠(d) – Jéssica Donoso, medic asistent și sora lui Rodri, considerată cel mai bun chirurg din spital și este iubita lui Lluís.[7]
- Manu Ríos⁠(d) – Biel de Felipe, un medic rezident care s-a angajt în spitalul Joaquín Sorolla după ce a câștigat o bursă în medicină.[7]
- Borja Luna⁠(es)[traduceți] – Néstor Moa, medic oncolog și asistent medic în Biel. Considerat de mulți drept cel mai bun medic oncolog din țară cu un puternic simț social care urmărește îmbunătățirea condițiilor de sănătate publică.[7]
- Alfonso Bassave⁠(es)[traduceți] – Lluís Jornet, director al spitalului Joaquín Sorolla.[7]
- Ana Rayo – Leonor „Leo” Santapau, asistenta medicului lui May și fosta soție a lui Lluís. Feministă și radicală.[7]
- Macarena de Rueda – Rocío Fuster, medic asistent în zona de urgență.[7]
- Blanca Martínez – Blanca, asistenta șefă a zonei de urgență.[7]
- Abril Zamora⁠(d) – Neus (Episodul 1 - Episodul 2 - Episodul 6; Episodul 8), șefa secției de psihiatrie a spitalului.[7]
- Xoán Fórneas⁠(es)[traduceți] – Quique Román, un medic rezident și tehnolog.[7]
- Marwa Bakhat –  Mayda, un medic rezident care are o relație cu Rocío și care așteaptă un copil.
- Víctor Sáinz – Rodrigo „Rodri” Donoso (Episodul 1 – Episodul 3), medic rezident și fratele Jésicăi.

## Episoade
| Nr. | Titlu                  | Regizat de     | Scris de                             | Data difuzării | U.S. telespectatori (milioane) |
| --- | ---------------------- | -------------- | ------------------------------------ | -------------- | ------------------------------ |
| 1   | „Mai presus de orice”  | David Pinillos | David Pinillos                       | 30 august 2024 |                                |
| 2   | „Stofă de medic”       | David Pinillos | Carlos Montero & Carlos Ruano        | 30 august 2024 |                                |
| 3   | „Ne oprim”             | David Pinillos | Carlos Ruano                         | 30 august 2024 |                                |
| 4   | „Am încredere în tine” | David Pinillos | Carlos Ruano & Pablo Paiz            | 30 august 2024 |                                |
| 5   | „Grevă”                | Marta Font     | Guillermo Escribano                  | 30 august 2024 |                                |
| 6   | „Ultimul rămas”        | Marta Font     | Carlos Ruano & Pablo Paiz            | 30 august 2024 |                                |
| 7   | „Pământ pârjolit”      | Marta Font     | Guillermo Escribano & Carlos Montero | 30 august 2024 |                                |
| 8   | „DANA”                 | David Pinillos | Carlos Ruano                         | 30 august 2024 |                                |

## Producție
Serialul din opt episoade (părți) este creat de Carlos Montero Castiñeira, este și Showrunner⁠(d)ul emisiunii. Este o  producție a El Desorden Crea. Producătorii executivi sunt Castiñeira și Diego Betancor.
Este regizat de David Pinillo și Marta Font și scris de Montero, Carlos Ruano, Guillermo Escribano și Pablo Saiz.
Distribuția îi include pe actorii Najwa Nimri⁠(d), Aitana Sánchez-Gijón⁠(d), Blanca Suárez⁠(d), Manu Ríos⁠(d) și Abril Zamora⁠(d).

## Transmisie
Serialul a avut premiera globală pe Netflix la 30 august 2024.